# Anu Garg
Pour les articles homonymes, voir Garg.
Anu Garg, né le 5 avril 1967 à Meerut , est un informaticien et écrivain américano-indien. Il a fondé Wordsmith.org en 1994, une communauté qui regroupe des amoureux des mots de 200 pays. Il habite à Seattle.
Né dans l'Inde rurale, il apprend l'anglais pour aller étudier l'informatique aux États-Unis. 

## Livres
- A Word A Day: A Romp Through Some of the Most Unusual and Intriguing Words
- Another Word a Day
- The Dord, the Diglot, and an Avocado or Two: The Hidden Lives and Strange Origins of Common and Not-So-Common Words